# Ivar Los park

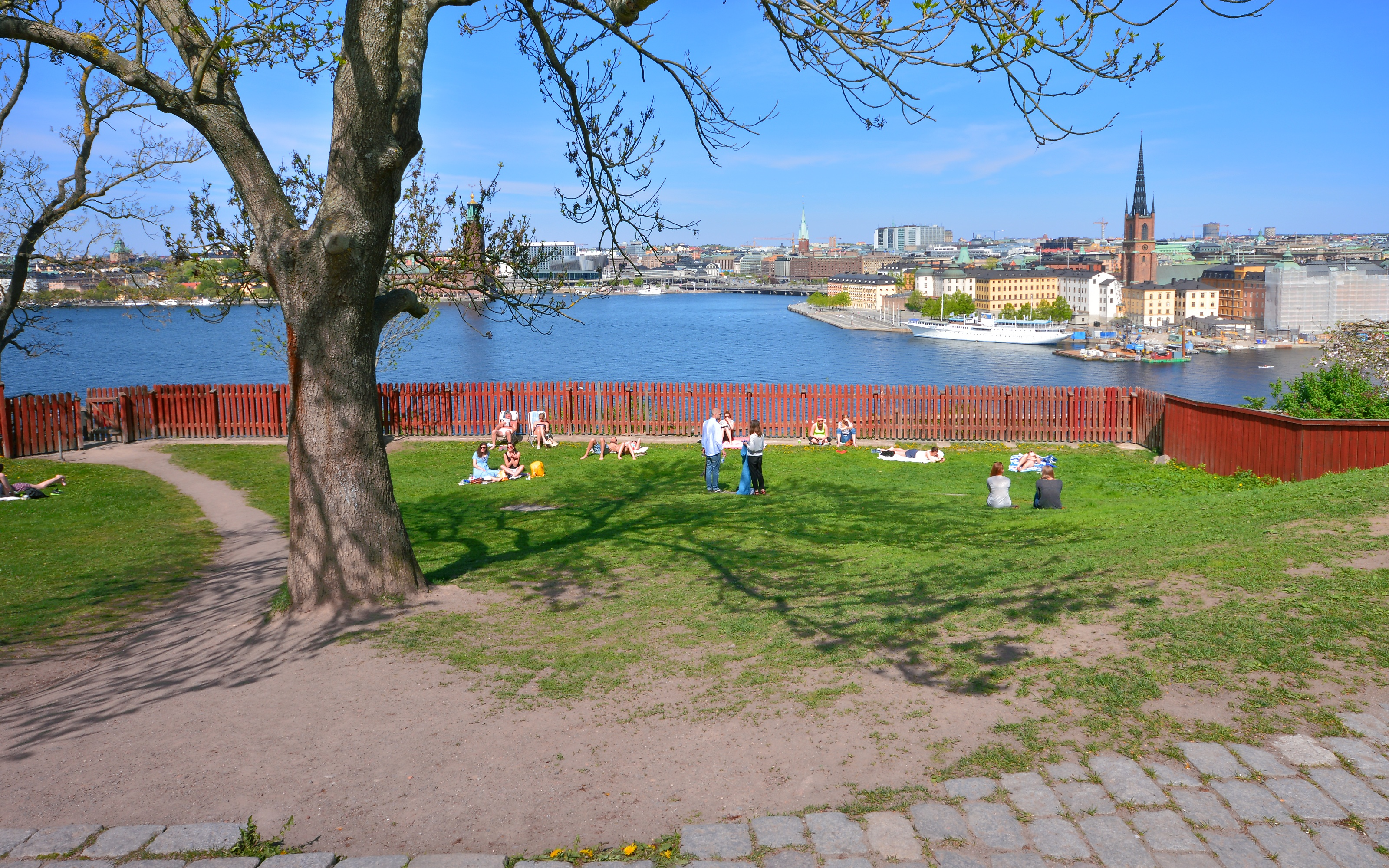
Utsikten över Riddarfjärden, Kungsholmen och Riddarholmen.

Ivar Los park är en park i Stockholm som är namngiven till minnet av författaren Ivar Lo-Johansson. Parken ligger vid Bastugatan 26 på Mariaberget, Södermalm och har utgång även till Monteliusvägen. 

## Beskrivning

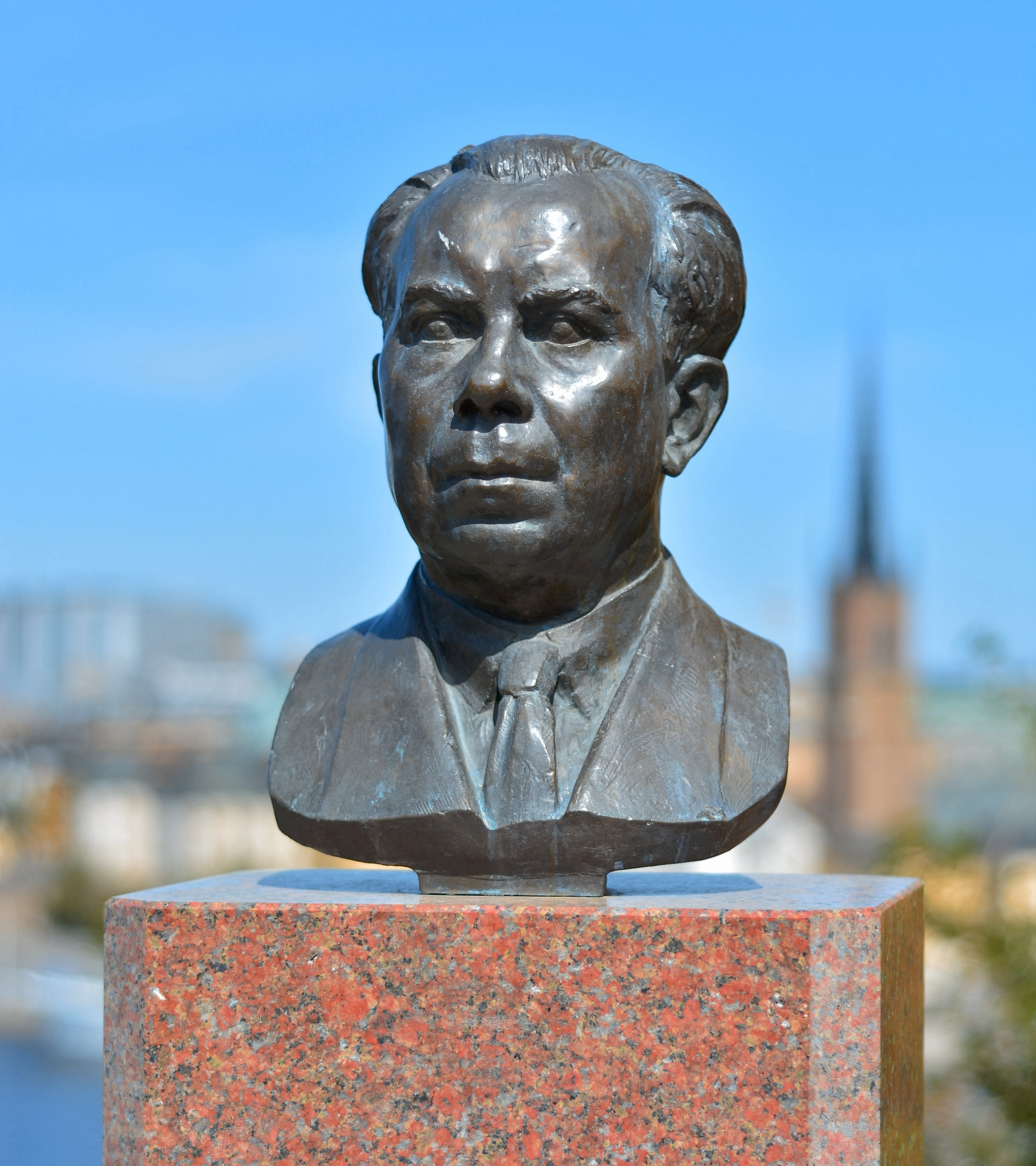
Ivar Lo-Johanssons byst.

På tomten låg två 1700-talshus som revs på 1930-talet (se kvarteret Kattörat). På det öppna utrymme som skapats byggdes några år senare en lekpark som döptes till Mariatäppan. Ivar Lo-Johansson flyttade in på Bastugatan 21, som ligger tvärs över gatan, år 1934 och han bodde där till sin död 1990. I huset inrättades 1991 Ivar Lo-museet.
På förslag av dåvarande kulturborgarrådet Per Sundgren (v) skulle en plats i Stockholm uppkallas efter Ivar Lo-Johansson. Det blev Mariatäppan som fick namnet Ivar Los park och den invigdes i en ceremoni som leddes av den tidigare finansministern Gunnar Sträng år 1990. Han och Ivar Lo-Johansson delade samma statarproletära bakgrund. 
Parken pryds av en byst föreställande Ivar Lo-Johansson som är skapad av konstnären Nils Möllerberg. Bysten skapades redan 1949 men placerades i parken i samband med namnbytet 1991.
Parken domineras fortfarande av en lekplats, vid ingången från Bastugatan står en gammal ihålig ask och på vintern rekommenderas södra slänten av kommunen för pulkaåkning. Parken besöks också för dess enastående utsikt över Riddarfjärden, Norr Mälarstrand, Kungsholmen och Gamla stan.
År 2017 kompletterades parken med en temalekplats som formgavs av konstnären Tor Svae, som även står bakom andra temalekplatser, bland dem Bryggartäppan på Södermalm, Anders Franzéns park i Hammarby sjöstad och Mulle Meckparken i Järvastaden. Temat för lekplatsen är "landet", och den visar en idyllisk bild av livet på landet förr.

## Bilder

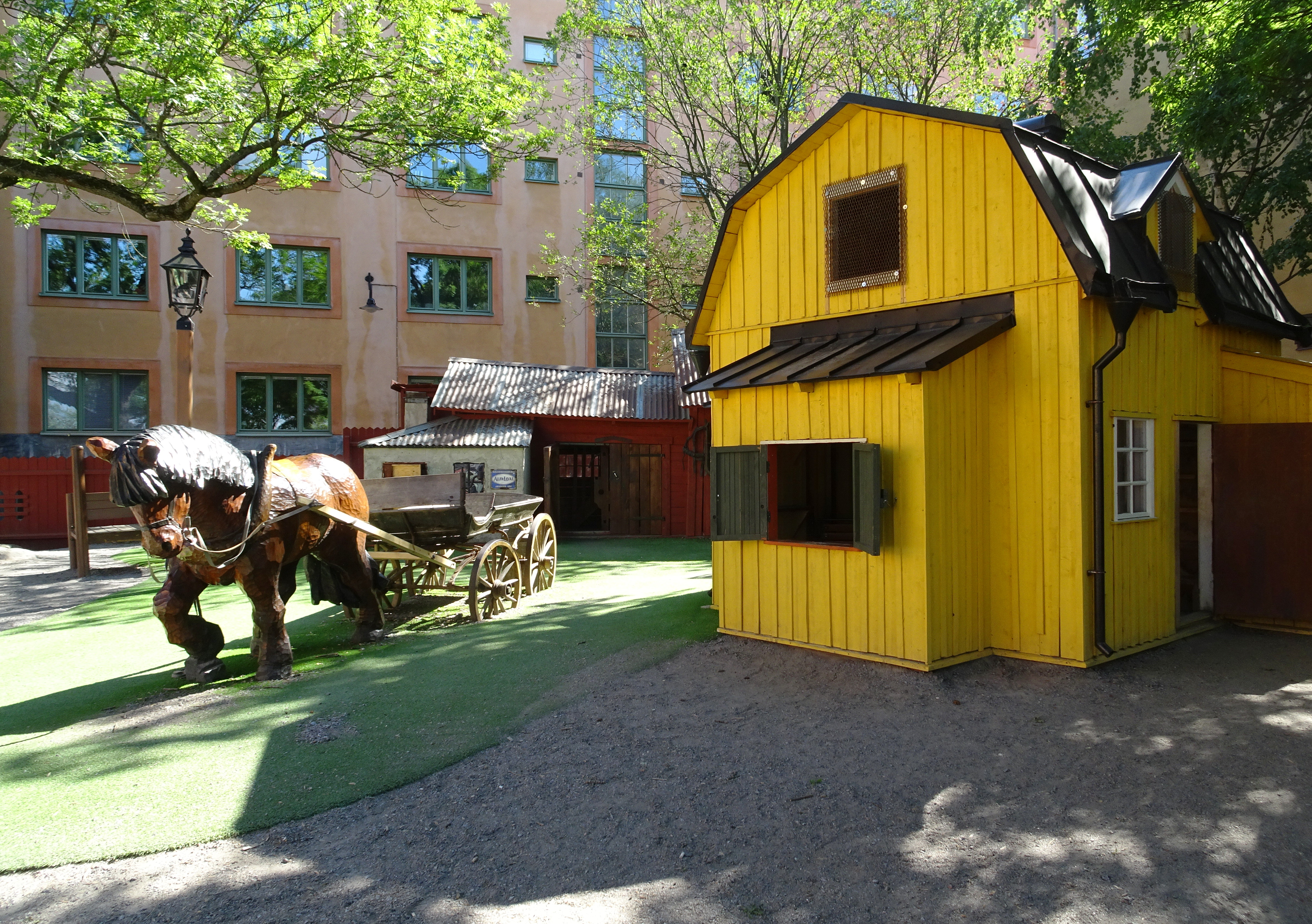
Temalekparkens hästvagn
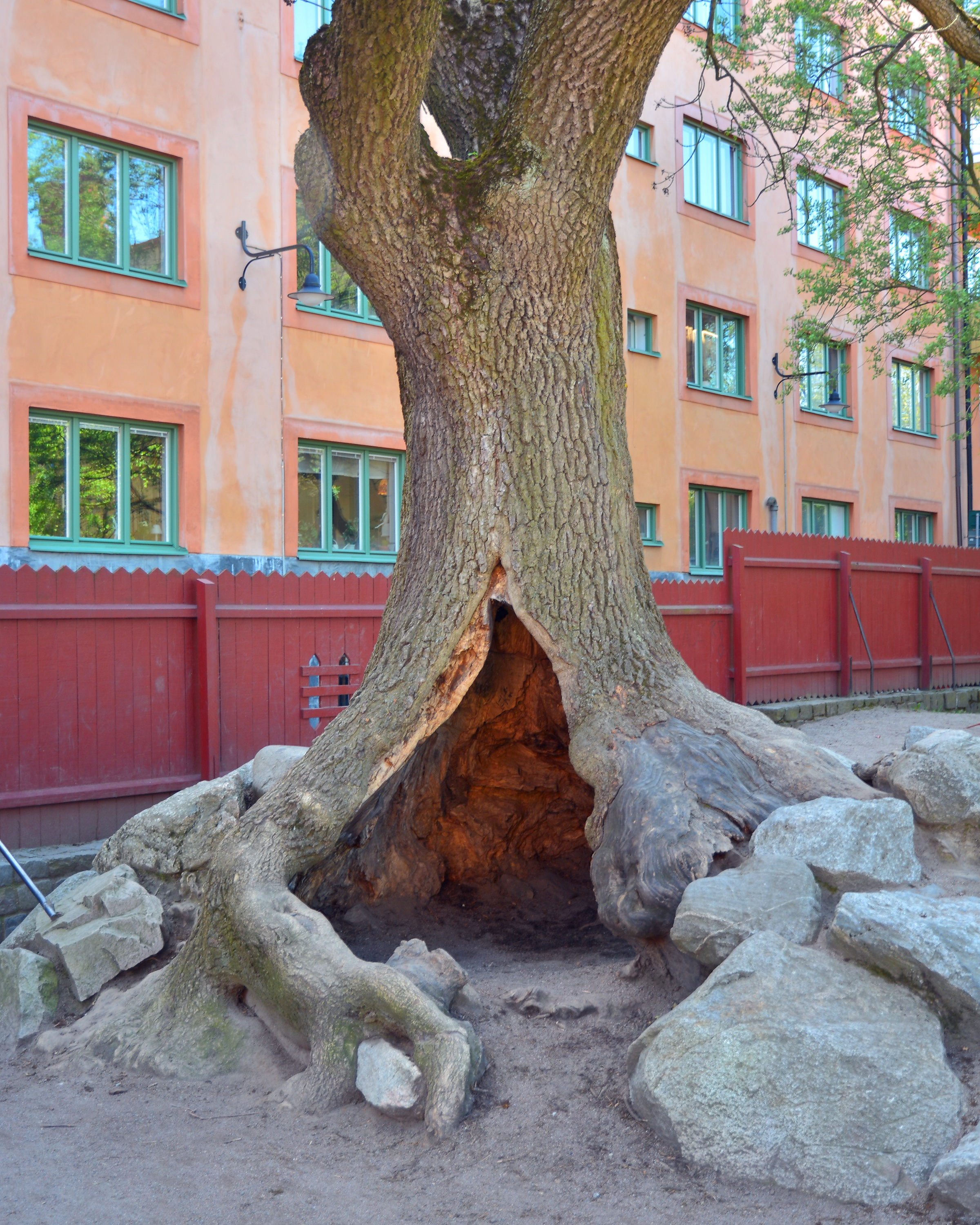
Den ihåliga valk-asken
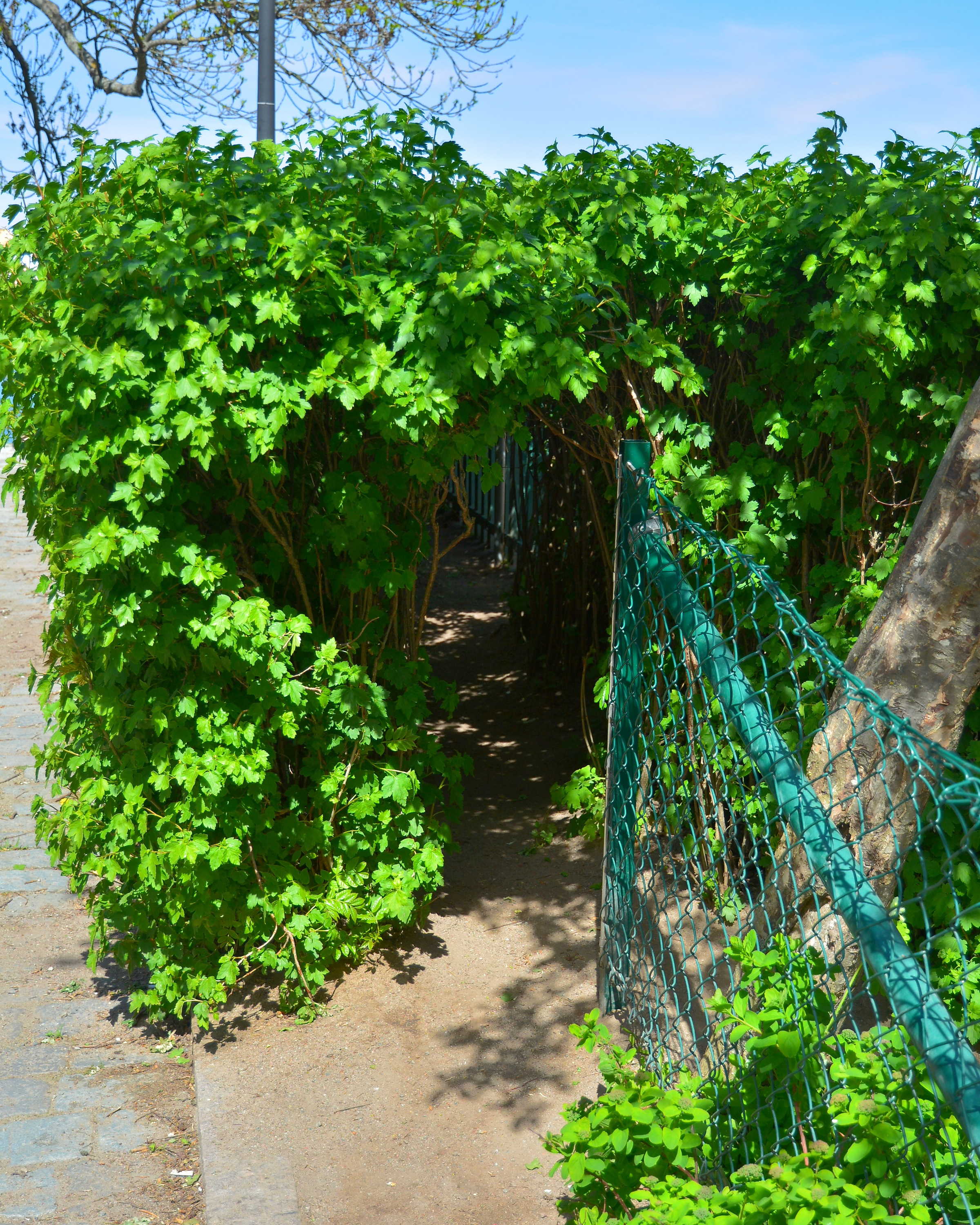
En lövgrotta i häcken mot parkleken.
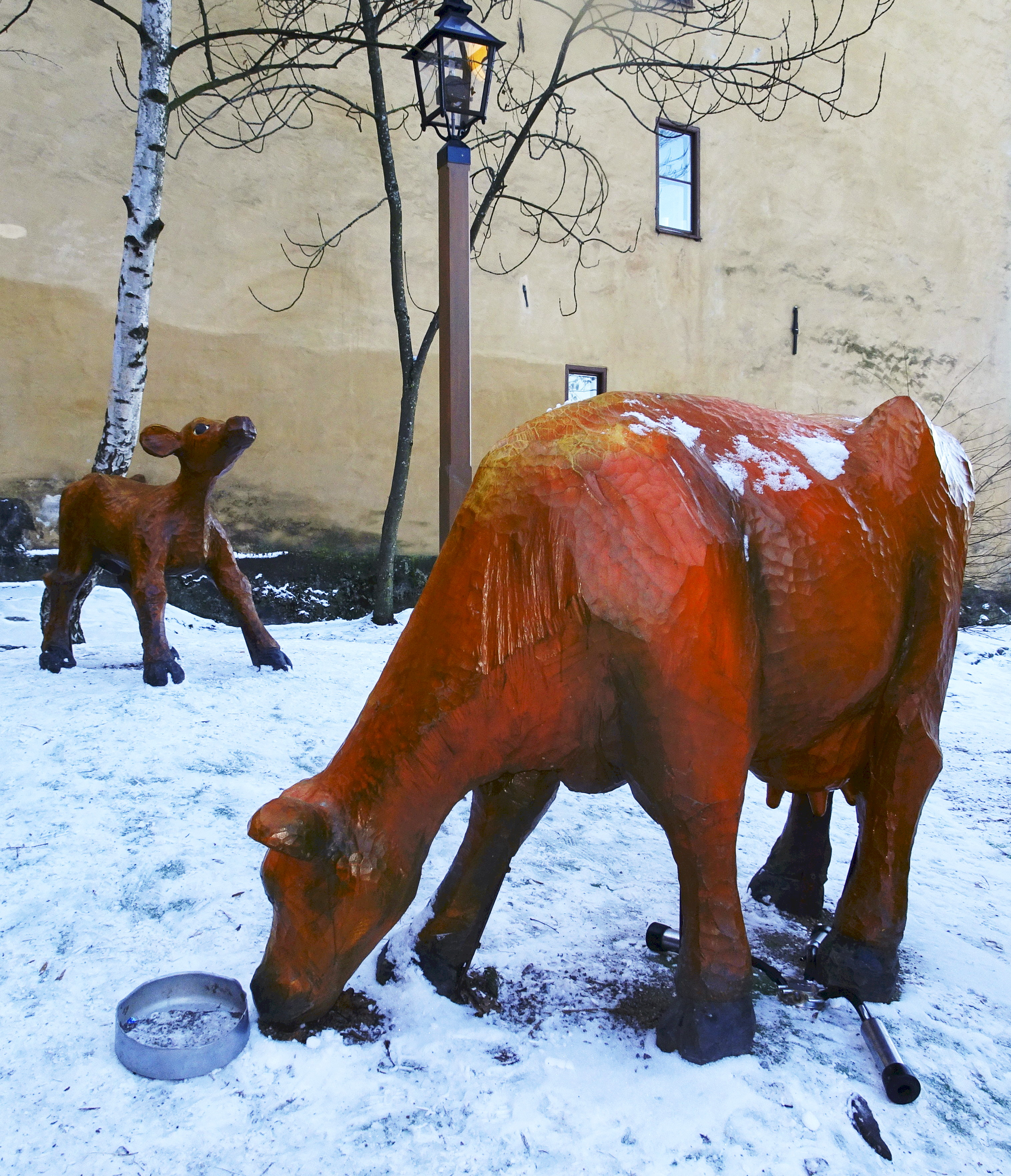
Temalekparkens ko och kalv
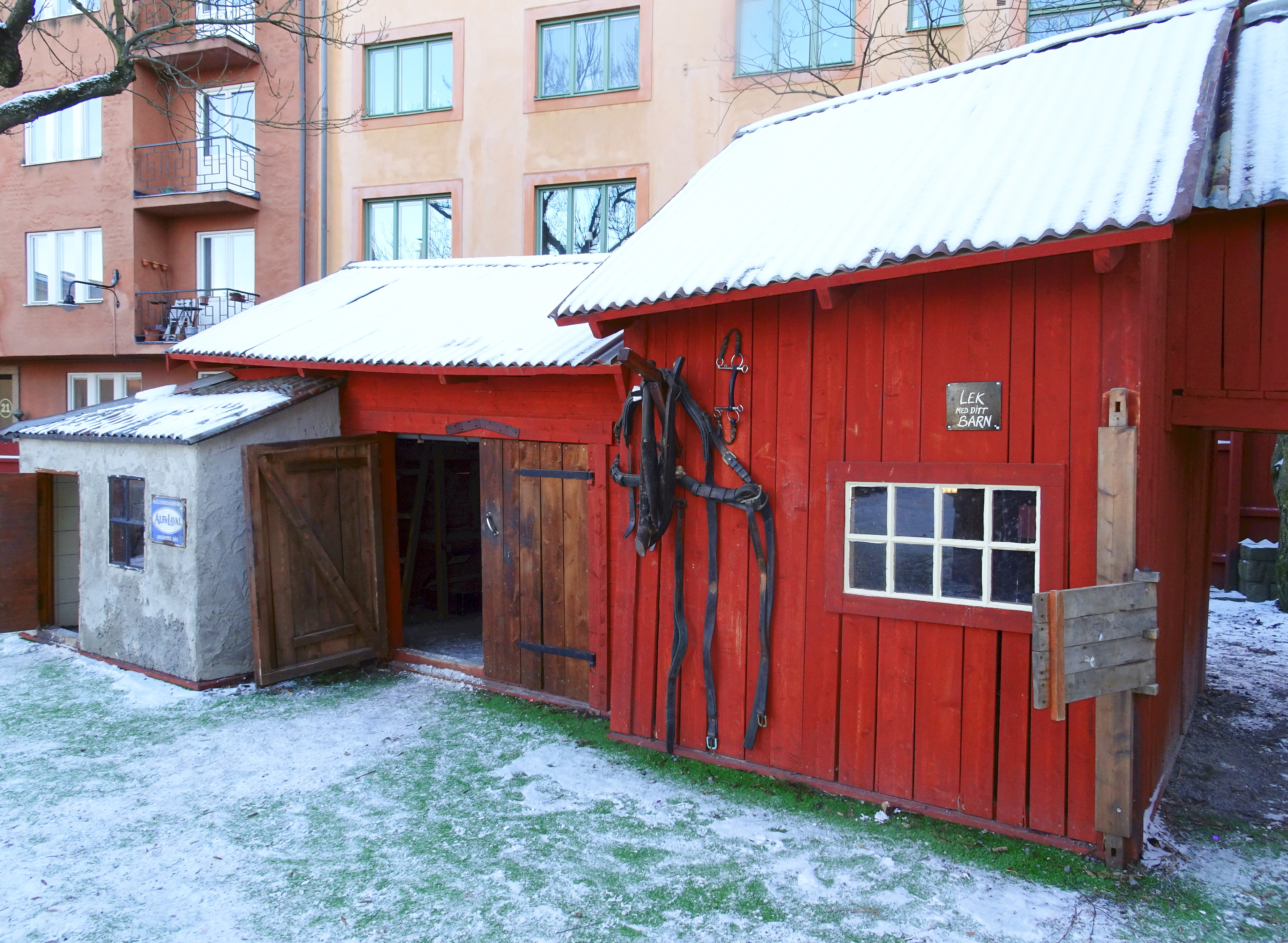
Temalekparkens byggnader